# Parang Sikureueng
Parang Sikureueng is een bestuurslaag in het regentschap Aceh Utara van de provincie Atjeh, Indonesië. Parang Sikureueng telt 645 inwoners (volkstelling 2010).